# Laureola hiatus
Laureola hiatus är en kräftdjursart som beskrevs av Barnard1960. Laureola hiatus ingår i släktet Laureola och familjen Armadillidae. Inga underarter finns listade i Catalogue of Life.